# Riverside Church
Riverside Church (pol. Kościół przy Riverside) – kościół międzywyznaniowy o korzeniach baptystycznych położony w Nowym Jorku przy 490–498 Riverside Drive w dzielnicy Upper West Side w okręgu Manhattan. Kościół został zbudowany w latach 1928–1930 na podobieństwo XIII-wiecznych gotyckich katedr w Chartres i w Laon we Francji. Jego wieża jest najwyższą wieżą kościelną w Ameryce Północnej. W wieży znajduje się największy carillon na świecie.

## Historia

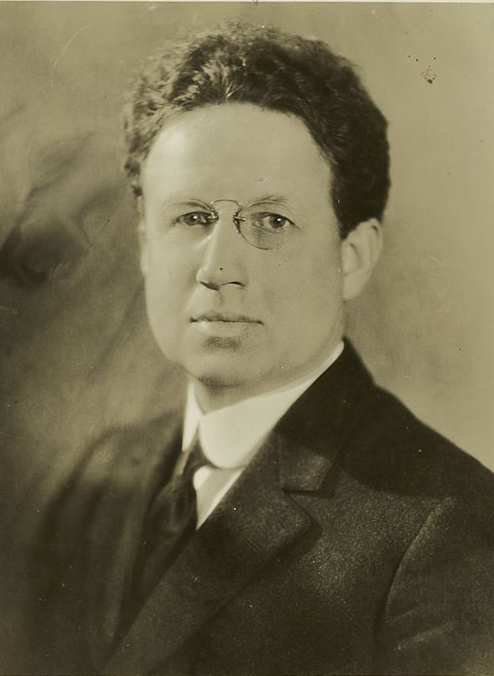
Pastor Harry Emerson Fosdick

Na początku XX w. członkowie kościołów chrześcijańskich w Nowym Jorku toczyli debatę nad przyszłością ich wiary. Część z nich opowiadała się za interpretacją fundamentalistyczną, propagowaną wcześniej przez myślicieli takich jak William Jennings Bryan, który był zwolennikiem ścisłej interpretacji Biblii i stosowania się do jej zaleceń. Inni natomiast uważali, iż dla powodzenia religii należy wybrać podejście bardziej nowoczesne i aktywnie zaangażować się w sprawy świata, idąc za przykładem Jezusa, jako społecznego rewolucjonisty. W 1922 kongregacja kościoła baptystów Park Avenue Baptist Church, korzystając z głównie finansowego (i nie tylko) wsparcia Johna D. Rockefellera (syna), członka kościoła baptystów i wpływowego przedsiębiorcy oraz modernistycznego pastora baptystów, Harry'ego Emersona Fosdicka opowiedziała się za drugim wariantem, postanawiając stworzyć w Nowym Jorku duży kościół, przypominający katedrę, poświęcony trzem głównym, wyznawanych przez nich zasadom; miał on być:
- kościołem międzywyznaniowym,
- dużym kościołem dzielnicowym, ważnym dla miasta,
- kościołem otwartym na wszystkie wyznania chrześcijańskie.

Dla lokalizacji przyszłego kościoła wybrano wzgórza Morningside Heights na Manhattanie. Działka, zakupiona przez Johna D. Rockefellera, zlokalizowana była w obrębie ulic Riverside Drive, Claremont Avenue,120th Street i 122nd Street. Zaprojektowanie kościoła zlecono architektom Henry'emu C. Peltonowi i Charlesowi Collensowi z firmy Allen, Pelton and Collens. Rockefeller zasugerował obu architektom podroż do Francji i Hiszpanii w celu znalezienia inspiracji do budowy świątyni. Ostatecznie wzór do budowy nawy zaczerpnęli oni z katedry w Chartres a do wieży – z katedry w Laon.
W styczniu 1927 rozpoczęto wykopy od fundamenty kościoła. 20 listopada 1927 położono kamień węgielny pod budowę. Ceremonia jego położenia rozpoczęła się od nabożeństwa w kaplicy Union Theological Seminary, z której następnie wyruszyła procesja na plac budowy przyszłego kościoła. Kościół w stanie surowym był już gotowy w roku 1928. 1 czerwca 1929 otwarto biura kościoła przy 122nd Street. W grudniu tego samego roku na wpół ukończona wieża została zniszczona przez pożar. Akcji gaśniczej strażaków z całego Nowego Jorku i New Jersey przyglądało się 100 000 zgromadzonych przechodniów. Remont zniszczonych wnętrz trwał ponad pól roku. W niedzielę 5 października 1930 w kościele pod przewodnictwem pastora Fosdicka, pierwszego ministra, odbyło się inauguracyjne nabożeństwo, w którym wzięło udział 3200 wiernych. Sama budowla wywołała sprzeczne opinie. Przez jednych była chwalona, przez innych natomiast krytykowana; kontrowersje wzbudziła zwłaszcza stalowa konstrukcja bryły kościoła w połączeniu ze stylem neogotyckim, który określono jako nieprzystający do XX-wiecznych rozwiązań budowlanych. W latach 30. XX w. kościół stał się centrum działalności religijnej i społecznej dając zatrudnienie ponad 200 osobom. We wrześniu 1942 Fosdick odszedł na emeryturę. W maju 1946 wygłosił swoje ostatnie kazanie w kościele. Jego następcą został Robert James McCracken; sprawował on swoją funkcję w latach 1946–1947. Po nim ministrami byli kolejno: Ernest T. Campbell (1968–1976), William Sloane Coffin Jr. (1977–1987), James A. Forbes Jr. (1989–2007), Brad R. Braxton (2008–2009). Od stycznia 2011 głównym ministrem (Senior Minister) jest wielebny Stephen H. Phelps.
W latach 60. Riverside Church stał się centrum działalności politycznej i społecznej. Wystąpił w nim Martin Luther King krytykując z kościelnej kazalnicy niesprawiedliwość społeczną i wojnę w Wietnamie. Do kościoła należy obecnie 2400 wyznawców wywodzących się z ponad 40 wspólnot narodowych, etnicznych i kulturowych.

## Architektura

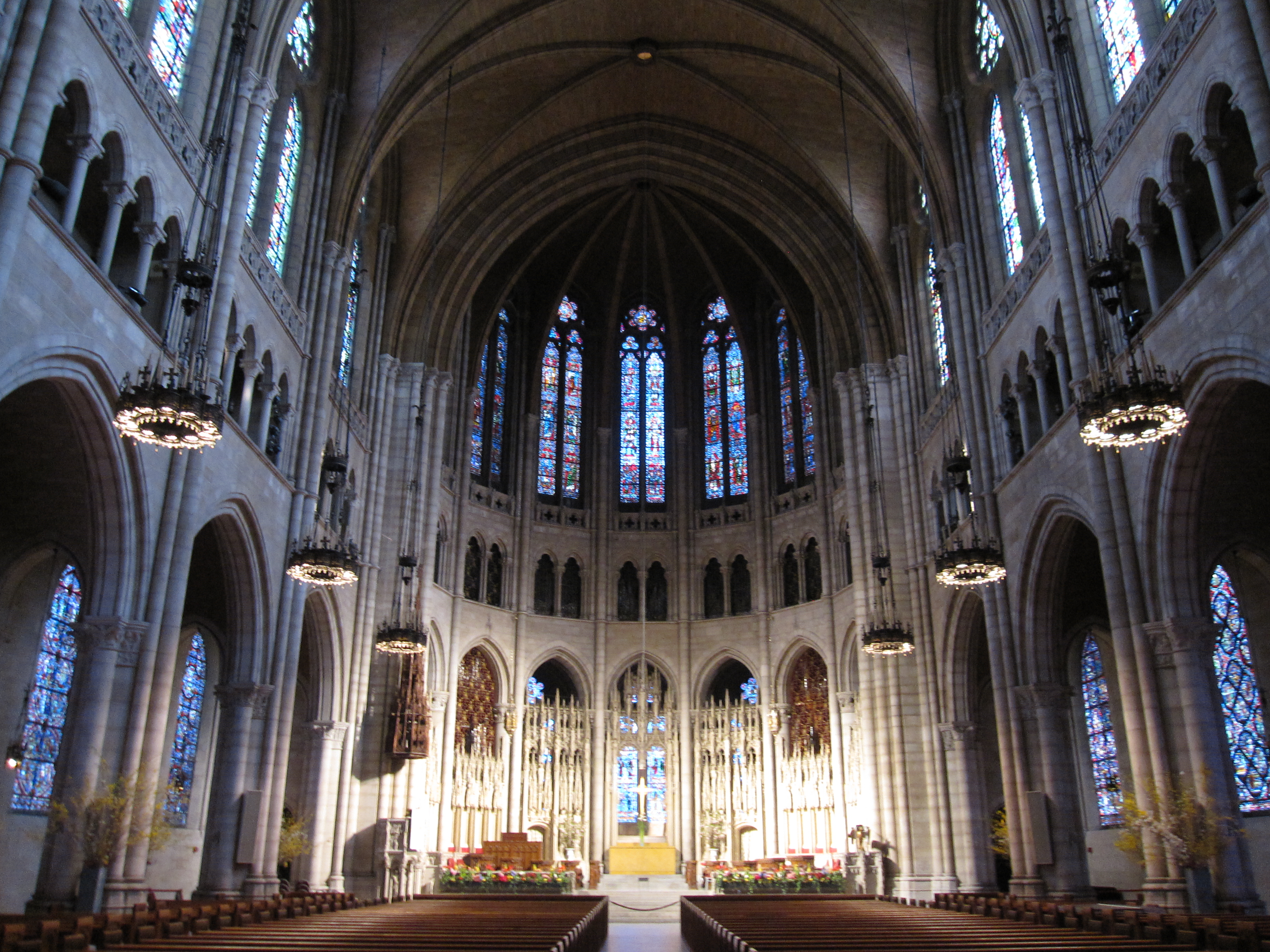
Wnętrze Riverside Church – widok na prezbiterium

### Wygląd zewnętrzny
Usytuowany na osi północ-południe kościół składa się z trzech części: pięcioprzęsłowej nawy i prezbiterium, skierowanych w stronę 122nd Street, 22-kondygnacyjnej wieży z narteksem oraz kaplicy Christ Chapel, dzwonnicy, pomieszczeń biurowych, sal spotkań i półtorakondygnacyjnego „krużganka” od strony Claremont Avenue. Stalowa konstrukcja, obudowana blokami z wapienia pochodzącego z Indiany była niezbędna w celu przyspieszenia budowy oraz dla wzmocnienia wieży, w której górnych kondygnacjach zawieszono ogromny, carillon. Wysoka na 119,48 m wieża jest najwyższą wieżą kościelną w Stanach  Zjednoczonych i całej Ameryce Północnej.

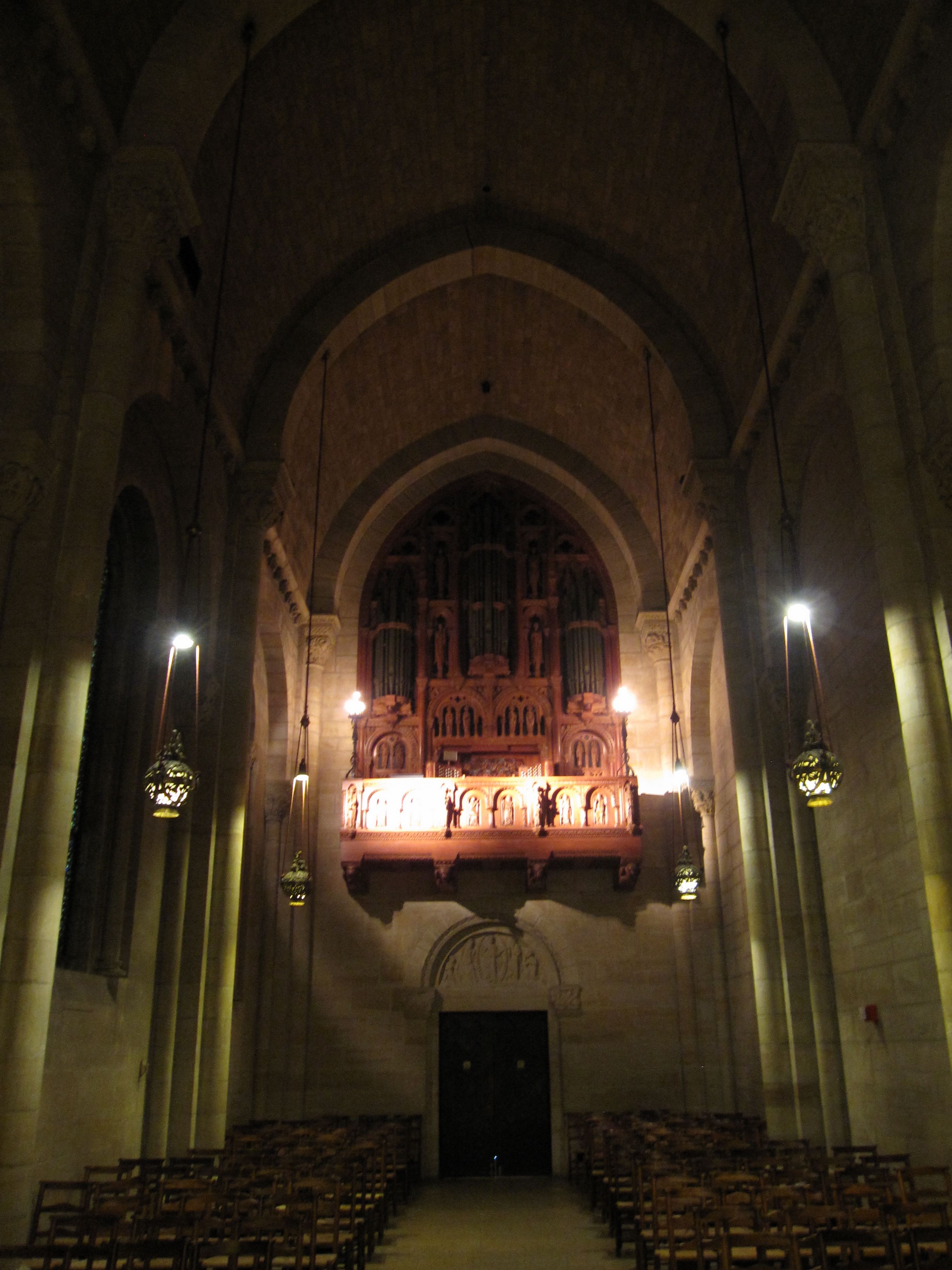
Organy

### Carillon
Zawieszony w wieży carillon ufundował John D. Rockefeller dedykując go swojej matce, Laurze Spelman Rockefeller. Carillon tworzą obecnie 74 odlane z brązu dzwony, z których najmniejszy wazy 4,5 kg a największy (tzw. bourdon) – 18 ton i jest największym i najcięższym dzwonem carillonowym, jaki kiedykolwiek odlano. Carillon został odlany w 1925 w ludwisarni Gillett & Johnston Foundry w Wielkiej Brytanii i był już wówczas największym carillonem na świecie mając 53 dzwony (w tym ważący 10 ton bourdon. Carillon pierwotnie wisiał w kościele Park Avenue Baptist Church. W 1930 został przeniesiony do Riverside Church i rozbudowany przez te samą ludwisarnię; stał się pierwszym carillonem, którego skala przekroczyła 5 oktaw. W 1956 wyższy rząd dzwonów zastąpiły nowe, odlane w ludwisarni Van Bergen w Holandii. W sąsiedztwie carillonu znajduje się maszynownia z urządzeniami do wprawiania dzwonów w ruch, a także specjalne pomieszczenie z klawiaturą – manuałami i pedałem. Dzwony uruchamiane są bezpośrednio z klawiatury, jedynie do 6 najcięższych zainstalowano elektropneumatyczne urządzenia wspomagające

### Wystrój zewnętrzny
Dekoracją zewnętrzną zajął się zespół artystów, rzemieślników i rzeźbiarzy. Nad realizacją programu rzeźbiarskiego czuwał Robert Garrison. Większość rzeźb powstała w pracowniach nowojorskich, m.in.: braci Horatio i Bruno Piccirillich, Johna Donnelleya i Maxfielda H. Kecka. W swojej pracy ściśle naśladowali oni średniowieczne wzorce, przeobrażając symbolikę religijną w rozmaite architektoniczne detale. Większość rzeźb umieszczono od strony Riverside Drive, zwłaszcza w okolicach głównego wejścia, składającego się z podwójnych drewnianych drzwi i umieszczonych nad nimi pięciu figuratywnych archiwolt przedstawiających proroków i następców Jezusa. W drugim łuku umieszczono podobizny uczonych (Hipokratesa, Darwina, Einsteina), a w trzecim – filozofów (od Pitagorasa do Emanuela Kanta i Ralpha Waldo Emersona). 10 gotyckich okien z witrażami, umieszczonych w górnych partiach nawy głównej stanowi niemal wierne kopie okien katedry w Chartres. Ich wykonanie zlecono wytwórcom francuskim: Jacques'owi Simonowi z katedry w Reims i Charlesowi Lorinowi z katedry w Chartres. Okna znajdujące się poniżej, w nawach bocznych, powstały w pracowniach Bostonu, ale i w ich wypadku również nawiązano do wzorców z Chartres.

### Wnętrze
Wnętrze, zaprojektowane przez Burnhama Hoyta, również jest utrzymane w duchu gotyckim. Na przepierzeniach umieszczono wyobrażenia Johanna Sebastiana Bacha, Michała Anioła, Abrahama Lincolna, Florence Nightingale i Bookera Washingtona.
Trzy wiszące wewnątrz obrazy pędzla Heinricha Hofmanna stanowią dar Johna D. Rockefellera; są to: Chrystus w świątyni (1871), Chrystus i młody bogacz (1889) oraz Chrystus w Ogrójcu (1890).